# Комизетти, Александр
Александр Комизетти (итал. Alexandre Comisetti, родился 21 июля 1973 в Сен-Лупе) — швейцарский футболист, выступавший на позиции полузащитника.

## Биография

### Игровая карьера
Известен по выступлениям за швейцарские клубы «Лозанна-Спорт», «Ивердон-Спорт», «Грассхоппер», «Серветт» и «Эшаллан», а также за французские «Осер» и «Ле-Ман». В составе «Грассхоппера» выиграл чемпионат Швейцарии 1996 и 1998 годов, а также дошёл до финала Кубка Швейцарии в 1999 году. В составе сборной Швейцарии провёл 30 игр и забил 3 гола (один из них — в товарищеском матче с Грецией, завершившемся вничью 2:2). Дебют состоялся 13 марта 1996 года в матче против Люксембурга (ничья 1:1 в Люксембурге), последнюю игру Комизетти сыграл 16 октября 2001 года против России (поражение 0:4 в Москве) и отметился фолом против Ролана Гусева, за который в ворота швейцарцев был поставлен пенальти. За сборную Швейцарии играл на чемпионате Европы 1996 года, проведя все три матча. Карьеру игрока завершил из-за последствий не залеченной до конца травмы крестообразных связок.

### Тренерская карьера
Некоторое время Комизетти занимался деятельностью функционера, управляя командами юношей до 14 и до 15 лет в структуре «Лозанны-Спорт» и клубов кантона Во. В 2008—2010 годах работал сотрудником банка в Лозанне, а также комментировал матчи, показываемые телерадиокомпанией Radio Télévision Suisse (игры чемпионата Европы 2008 и чемпионата мира 2010 годов, матчи Лиги чемпионов УЕФА и Лиги Европы УЕФА). С 2010 по 2014 годы Комизетти был тренером дубля «Лозанны», в 2013 году после отставки Лорана Руссея был исполняющим обязанности главного тренера команды. В 2017—2019 годах — тренер «Эшаллана».

## Семья
Есть брат Рафаэль, также футболист.